# وار (فرانسه)
وَرس، شرانت (به فرانسوی: Vars, Charente) یک کمون در فرانسه است که در Canton of Saint-Amant-de-Boixe واقع شده‌است.

## خصوصیات
وآرس ۲۷٫۴۶ کیلومترمربع مساحت و ۱٬۹۳۷ نفر جمعیت دارد و ۴۲ متر بالاتر از سطح دریا واقع شده‌است.